# Оселища Резолюції 4 Бернської конвенції, для яких Україна створює мережу Емеральд (Смарагдову мережу)
У 1996 р. Постійний комітет Бернської конвенції прийняв  Резолюцію 4 — Перелік оселищ, що потребують спеціальних заходів збереження (Listing endangered natural habitats requiring specific conservation measures). 
У 2019 ГО "Українська природоохоронна група" видала довідник, що містить Список оселищ Резолюції 4 Бернської конвенції, для яких Україна створює мережу Емеральд (Смарагдову мережу) в розрізі біогеографічних регіонів.
| Код     | Англійська назва                                                                            | Українська назва | Біогеографічні регіони | Біогеографічні регіони | Біогеографічні регіони | Біогеографічні регіони |
| Код     | Англійська назва                                                                            | Українська назва | Континентальний        | Альпійський            | Паннонський            | Степовий               |
| ------- | ------------------------------------------------------------------------------------------- | --- | ---------------------- | ---------------------- | ---------------------- | ---------------------- |
| A1.22   | Mussels and fucoids on moderately exposedshores                                             | Молюски та фукоїди на помірно відкритих берегах                                                                                        |                        |                        |                        | +                      |
| A1.44   | Communities of littoral caves and overhangs                                                 | Угруповання прибережних печер та виступів                                                                                              |                        |                        |                        | +                      |
| A2.2    | Littoral sand and muddy sand                                                                | Прибережні піски та мулисті піски |                        |                        |                        | +                      |
| A2.3    | Littoral mud                                                                                | Прибережний мул |                        |                        |                        | +                      |
| A2.4    | Littoral mixed sediments                                                                    | Прибережні змішані відклади |                        |                        |                        | +                      |
| A2.5    | Coastal saltmarshes and saline reedbeds                                                     | Прибережні солончаки та засолені зарості очерету                                                                                       |                        |                        |                        | +                      |
| A2.61   | Seagrass beds on littoral sediments                                                         | Зарості морських трав на прибережних відкладах                                                                                         |                        |                        |                        | +                      |
| A3      | Infralittoral rock and other hard substrata                                                 | Інфраліторальні скелі та інші тверді субстрати                                                                                         |                        |                        |                        | +                      |
| A4      | Circalittoral rock and other hard substrata                                                 | Циркаліторальні скелі та інші тверді субстрати                                                                                         |                        |                        |                        | +                      |
| A5      | Sublittoral sediment                                                                        | Субліторальні відклади |                        |                        |                        | +                      |
| B1.1    | Sand beach driftlines                                                                       | Піщані пляжі лінії прибою |                        |                        |                        | +                      |
| B1.3    | Shifting coastal dunes                                                                      | Рухливі приморські дюни |                        |                        |                        | +                      |
| B1.4    | Coastal stable dune grassland (grey dunes                                                   | Стабільні приморські дюни з трав’яною рослинністю («сірі дюни»)                                                                        |                        |                        |                        | +                      |
| B1.6    | Coastal dune scrub                                                                          | Чагарники на приморських дюнах |                        |                        |                        | +                      |
| B1.8    | Moist and wet dune slacks                                                                   | Мокрі та вологі міждюнні улоговини |                        |                        |                        | +                      |
| B2.1    | Shingle beach driftlines                                                                    | Галькові пляжі лінії прибою |                        |                        |                        | +                      |
| B2.3    | Upper shingle beaches with open vegetation                                                  | Верхні галькові пляжі з розрідженою рослинністю                                                                                        |                        |                        |                        | +                      |
| B3.3    | Rock cliffs, ledges and shores, with angiosperms                                            | Скелясті кліффи, виступи та береги з покритонасінними рослинами                                                                        |                        |                        |                        | +                      |
| C1.1    | Permanent oligotrophic lakes, ponds and pools                                               | Постійні оліготрофні озера, ставки та водойми                                                                                          | +                      | +                      |                        | +                      |
| C1.222  | Floating Hydrocharis morsus-ranae rafts                                                     | Вільноплаваючі скупчення Hydrocharis morsus-ranae                                                                                      | +                      |                        | +                      | +                      |
| C1.223  | Floating Stratiotes aloides rafts                                                           | Вільноплаваючі скупчення Stratiotes aloides                                                                                            | +                      |                        | +                      | +                      |
| C1.224  | Floating Utricularia australis and Utricularia vulgaris colonies                            | Вільноплаваючі колонії Utricularia australis та Utricularia vulgaris                                                                   | +                      |                        | +                      | +                      |
| C1.225  | Floating Salvinia natans mats                                                               | Вільноплаваючі килимки Salvinia natans                                                                                                 | +                      |                        | +                      | +                      |
| C1.226  | Floating Aldrovanda vesiculosa communities                                                  | Вільноплаваючі угруповання Aldrovanda vesiculosa                                                                                       | +                      |                        |                        | +                      |
| C1.25   | Charophyte submerged carpets in mesotrophic waterbodies                                     | Занурені килимки харофітів у мезотрофних водоймах                                                                                      | +                      | +                      | +                      | +                      |
| C1.32   | Free-floating vegetation of eutrophic waterbodies                                           | Вільноплаваюча рослинність евтрофних водойм                                                                                            | +                      | +                      | +                      | +                      |
| C1.33   | Rooted submerged vegetation of eutrophic waterbodies                                        | Вкорінена занурена рослинність евтрофних водойм                                                                                        | +                      | +                      | +                      | +                      |
| C1.3411 | Ranunculus communities in shallow water                                                     | Угруповання водяних жовтеців на мілководдях                                                                                            |                        | +                      | +                      | +                      |
| C1.3413 | Hottonia palustris beds in shallow water                                                    | Зарості Hottonia palustris на мілководдях                                                                                              | +                      |                        | +                      | +                      |
| C1.4    | Permanent dystrophic lakes, ponds and pools                                                 | Постійні дистрофні озера, ставки та водойми                                                                                            | +                      | +                      | +                      | +                      |
| C1.5    | Permanent inland saline and brackish lakes, ponds and pools                                 | Постійні континентальні солоні та солонуваті озера, ставки та водойми                                                                  |                        |                        |                        | +                      |
| C1.66   | Temporary inland saline and brackish waters                                                 | Тимчасові континентальні солоні та солонуваті водойми                                                                                  |                        |                        |                        | +                      |
| C1.67   | Turlough and lake-bottom meadows                                                            | Турлоги та луки озерного дна | +                      | +                      |                        | +                      |
| C2.12   | Hard water springs                                                                          | Жорстководні джерела |                        | +                      |                        | +                      |
| C2.18   | Acid oligotrophic vegetation of spring brooks                                               | Ацидофільна оліготрофна рослинність струмків                                                                                           | +                      | +                      |                        |                        |
| C2.19   | Lime-rich oligotrophic vegetation of spring brooks                                          | Кальцифільна оліготрофна рослинність струмків                                                                                          | +                      | +                      |                        | +                      |
| C2.25   | Acid oligotrophic vegetation of fast-flowingstreams                                         | Ацидофільна оліготрофна рослинність швидких потоків                                                                                    |                        | +                      |                        |                        |
| C2.26   | Lime-rich oligotrophic vegetation of fastflowing streams                                    | Кальцифільна оліготрофна рослинність швидких потоків                                                                                   |                        | +                      |                        | +                      |
| C2.27   | Mesotrophic vegetation of fast-flowing streams                                              | Мезотрофна рослинність швидких потоків                                                                                                 | +                      | +                      | +                      | +                      |
| C2.28   | Eutrophic vegetation of fast-flowing streams                                                | Евтрофна рослинність швидких потоків                                                                                                   |                        |                        |                        | +                      |
| C2.33   | Mesotrophic vegetation of slow-flowing rivers                                               | Мезотрофна рослинність повільно текучих річок                                                                                          | +                      | +                      | +                      | +                      |
| C2.34   | Eutrophic vegetation of slow-flowing rivers                                                 | Евтрофна рослинність повільно текучих річок                                                                                            | +                      | +                      | +                      | +                      |
| C3.4    | Species-poor beds of low-growing waterfringing or amphibious vegetation                     | Маловидові зарості низькорослої прибережно-водної та земноводної рослинності                                                           | +                      |                        | +                      | +                      |
| C3.51   | Euro-Siberian dwarf annual amphibious swards (but excluding C3.5131 Toad-rush swards)       | Євро-сибірські низькорослі однорічні земноводні угруповання (за винятком угруповань ситнику жаб’ячого)                                 | +                      | +                      | +                      | +                      |
| C3.55   | Sparsely vegetated river gravel banks                                                       | Слабо зарослі гравійні береги річок | +                      | +                      | +                      |                        |
| C3.62   | Unvegetated river gravel banks                                                              | Незарослі гравійні береги річок | +                      | +                      | +                      |                        |
| D2.226  | Peri-Danubian black-whitestar sedge fens                                                    | Придунайські дрібноосокові болота |                        | +                      |                        |                        |
| D2.3    | Transition mires and quaking bogs                                                           | Перехідні болота та сплавини | +                      | +                      |                        |                        |
| D4.1    | Rich fens, including eutrophic tall-herb fens and calcareous flushes and soaks              | Багаті болота, включаючи евтрофні високотравні та карбонатні болота                                                                    | +                      | +                      |                        |                        |
| D5.2    | Beds of large sedges normally without freestanding water                                    | Зарості крупних осок переважно без застою води                                                                                         | +                      | +                      | +                      | +                      |
| D6.1    | Inland saltmarshes                                                                          | Континентальні солончаки | +                      | +                      | +                      | +                      |
| E1.11   | Euro-Siberian rock debris swards                                                            | Євро-сибірські угруповання на уламках скель                                                                                            | +                      | +                      | +                      | +                      |
| E1.12   | Euro-Siberian pioneer calcareous sand swards                                                | Євро-сибірські піонерні угруповання на карбонатних пісках                                                                              | +                      |                        |                        | +                      |
| E1.13   | Continental dry rocky steppic grasslands and dwarf scrub on chalk outcrops                  | Континентальні сухі кам’янисті остепнені трав’яні угруповання та чагарнички на крейдяних відслоненнях                                  |                        |                        |                        | +                      |
| E1.2    | Perennial calcareous grassland and basic steppes                                            | Багаторічні трав’яні угруповання на вапняках та степи                                                                                  | +                      | +                      | +                      | +                      |
| E1.3    | Mediterranean xeric grassland                                                               | Середземноморські ксеротичні трав’яні угруповання                                                                                      |                        |                        |                        | +                      |
| E1.71   | Nardus stricta swards                                                                       | Угрупованя Nardus stricta | +                      | +                      |                        |                        |
| E1.9    | Open non-Mediterranean dry acid and neutral grassland, including inland dune grassland      | Незімкнені несердземноморські сухі кислі та нейтральні трав’яні угруповання, у тому числі континентальні трав’яні угруповання на дюнах | +                      |                        | +                      | +                      |
| E2.2    | Low and medium altitude hay meadows                                                         | Рівнинні та низькогірні сінокосні луки                                                                                                 | +                      | +                      | +                      | +                      |
| E2.3    | Mountain hay meadows                                                                        | Гірські сінокосні луки |                        | +                      |                        |                        |
| E3.4    | Moist or wet eutropic and mesotrophic grassland                                             | Мокрі або вологі евтрофні і мезотрофні луки                                                                                            | +                      | +                      | +                      | +                      |
| E3.5    | Moist or wet oligotrophic grassland                                                         | Мокрі або вологі оліготрофні луки | +                      | +                      |                        |                        |
| E4.11   | Boreo-alpine acidocline snow-patch grassland and herb habitats                              | Борео-альпійські ацидофільні трав’яні угруповання на сніжниках                                                                         |                        | +                      |                        |                        |
| E4.12   | Boreo-alpine calcicline snow-patch grassland and herb habitats                              | Борео-альпійські кальцифітні трав’яні угруповання на сніжниках                                                                         |                        | +                      |                        |                        |
| E4.3    | Acid alpine and subalpine grassland                                                         | Кислі альпійські та субальпійські луки                                                                                                 |                        | +                      |                        |                        |
| E4.4    | Calcareous alpine and subalpine grassland                                                   | Кальцифітні альпійські та субальпійські луки                                                                                           |                        | +                      |                        |                        |
| E5.4    | Moist or wet tall-herb and fern fringes and meadows                                         | Мокрі або вологі високотравні та папоротеві узлісся і луки                                                                             | +                      | +                      | +                      | +                      |
| E5.5    | Subalpine moist or wet tall-herb and fern stands                                            | Субальпійські мокрі або вологі високотравні і папоротеві ділянки                                                                       |                        | +                      |                        |                        |
| E6.2    | Continental inland salt steppes                                                             | Континентальні внутрішні засолені степи                                                                                                | +                      | +                      |                        |                        |
| F2.22   | Alpide acidocline Rhododendron heaths                                                       | Альпійські ацидофільні рододендронові пустища                                                                                          |                        | +                      |                        |                        |
| F3.16   | Juniperus communis scrub                                                                    | Зарості Juniperus communis | +                      |                        |                        |                        |
| F3.241  | Central European subcontinental thickets                                                    | Центрально-європейські субконтинентальні чагарники                                                                                     |                        |                        | +                      |                        |
| F3.247  | Ponto-Sarmatic deciduous thickets                                                           | Понтично-сарматські листопадні чагарники                                                                                               | +                      |                        |                        | +                      |
| F4.2    | Dry heaths                                                                                  | Сухі пустища | +                      | +                      |                        |                        |
| F5.13   | Juniper matorral                                                                            | Ялівцевий маторраль |                        |                        |                        | +                      |
| F7      | Spiny Mediterranean heaths (phrygana, hedgehog-heaths and related coastal cliff vegetation) | Колючі середземноморські пустища (фригана та колючі пустища та пов’язана рослинність приморських кліфів)                               |                        |                        |                        | +                      |
| F9.1    | Riverine scrub                                                                              | Прирічкові чагарники | +                      | +                      | +                      | +                      |
| F9.3    | Southern riparian galleries and thickets                                                    | Південні прибережні галерейні ліси (За винятком F9.35: Прибережні ділянки інвазивних заростей)                                         |                        |                        |                        | +                      |
| G1.11   | Riverine Salix woodland                                                                     | Прибережні вербові ліси | +                      | +                      | +                      | +                      |
| G1.12   | Boreo-alpine riparian galleries                                                             | Борео-альпійські галерейні ліси | +                      | +                      |                        |                        |
| G1.21   | Riverine Fraxinus - Alnus woodland, wet at high but not at low water                        | Прирічкові ясенево-вільхові ліси зі змінним зволоженням                                                                                | +                      | +                      | +                      | +                      |
| G1.22   | "Mixed Quercus-Ulmus-Fraxinus woodland of great rivers                                      | Мішані дубово-в’язово-ясенові ліси великих річок                                                                                       | +                      |                        | +                      | +                      |
| G1.3    | Mediterranean riparian woodland                                                             | Середземноморські прибережні ліси | +                      |                        | +                      | +                      |
| G1.41   | Alnus swamp woods not on acid peat                                                          | Заболочені вільхові ліси на некислому торфі                                                                                            | +                      | +                      | +                      | +                      |
| G1.51   | Sphagnum Betula woods                                                                       | Березові ліси зі сфагновими мохами | +                      | +                      |                        | +                      |
| G1.6    | Fagus woodland                                                                              | Букові ліси | +                      | +                      | +                      | +                      |
| G1.7    | Thermophilous deciduous woodland                                                            | Термофільні листопадні ліси (за винятком G1.7D – лісів Castanea sativa)                                                                | +                      | +                      | +                      | +                      |
| G1.8    | Acidophilous Quercus- dominated woodland                                                    | Ацидофільні ліси з домінуванням Quercus                                                                                                | +                      | +                      | +                      |                        |
| G1.A1   | Quercus-Fraxinus-Carpinus betulus woodland on eutrophic and mesotrophic soils               | Дубово-ясенево-грабові ліси на евтрофних і мезотрофних ґрунтах                                                                         | +                      | +                      | +                      | +                      |
| G1.A4   | Ravine and slope woodland                                                                   | Яружні та схові ліси | +                      | +                      |                        | +                      |
| G3.1B   | Alpine and Carpathian subalpine Picea forests                                               | Альпійські та Карпатські субальпійські ялинові ліси                                                                                    |                        | +                      |                        |                        |
| G3.1C   | Inner range montane Picea forests                                                           | Ялинові ліси внутрішніх масивів |                        | +                      |                        |                        |
| G3.1F   | Enclave Picea abies forests                                                                 | Острівні ялинові ліси | +                      |                        |                        |                        |
| G3.25   | Carpathian Larix and Pinus cembra forests                                                   | Карпатські ліси з модрини та сосни кедрової                                                                                            |                        | +                      |                        |                        |
| G3.4232 | Sarmatic steppe Pinus sylvestris forests                                                    | Сарматські ліси степової зони з Pinus sylvestris                                                                                       | +                      |                        |                        | +                      |
| G3.4E   | Ponto-Caucasian Pinus sylvestris forests                                                    | Понто-Кавказькі ліси з Pinus sylvestris                                                                                                |                        |                        |                        | +                      |
| G3.5    | Pinus nigra woodland (but excluding G3.57: Pinus nigra reforestation)                       | Ліси з Pinus nigra (за винятком G3.57: Насадження Pinus nigra)                                                                         |                        |                        |                        | +                      |
| G3.7    | Lowland to montane medi- terranean Pinus woodland (excluding Pinus nigra)                   | Соснові ліси від низовинного до гірського середземноморського поясу (за винятком, Pinus nigra)                                         |                        |                        |                        | +                      |
| G3.9    | Coniferous woodland dominated by Cupressaceae or Taxaceae                                   | Хвойні ліси з домінуванням Cupressaceae або Taxaceae                                                                                   |                        |                        |                        | +                      |
| G3.E    | Nemoral bog conifer woodland                                                                | Заболочені хвойні ліси неморальної зони                                                                                                | +                      | +                      |                        |                        |
| H1      | Terrestrial underground caves, cave systems, passages and waterbodies                       | Підземні печери, печерні системи, печерні проходи та водойми                                                                           | +                      | +                      | +                      | +                      |
| H2.3    | Temperate-montane acid siliceous screes                                                     | Кислі силікатні осипища помірно-гірського поясу                                                                                        |                        | +                      | +                      |                        |
| H2.4    | Temperate-montane calcareous and ultra-basic screes                                         | Кальцифітні та ультраосновні кам’янисті осипи помірногірського поясу                                                                   |                        | +                      |                        |                        |
| H2.5    | Acid siliceous screes of warm exposures                                                     | Кислі силікатні осипи теплих експозицій                                                                                                | +                      |                        |                        | +                      |
| H2.6    | Calcareous and ultra-basic screes of warm exposures                                         | Кальцитні та ультраосновні кам’янисті осипи теплих експозицій                                                                          | +                      |                        |                        | +                      |
| H3.1    | Acid siliceous inland cliffs                                                                | Кислотні силікатні континентальні кліффи                                                                                               | +                      | +                      | +                      | +                      |
| H3.2    | Basic and ultra-basic inland cliffs                                                         | Основні та ультраосновні континентальні кліффи                                                                                         | +                      | +                      |                        | +                      |
| H3.511  | Limestone pavements                                                                         | Горизонтальні відслонення вапняків | +                      | +                      |                        | +                      |
| X01     | Estuaries                                                                                   | Естуарії |                        |                        |                        | +                      |
| X02     | Saline coastal lagoons                                                                      | Солоні приморські лагуни |                        |                        |                        | +                      |
| X03     | Brackish coastal lagoons                                                                    | Солонуваті приморські лагуни |                        |                        |                        | +                      |
| X04     | Raised bog complexes                                                                        | Комплекси верхових боліт | +                      | +                      |                        |                        |
| X18     | Wooded steppe                                                                               | Заліснені степи | +                      |                        |                        | +                      |
| X29     | Salt lake islands                                                                           | Острови солоних озер |                        |                        |                        | +                      |
| X35     | Inland Sand Dunes                                                                           | Континентальні піщані дюни | +                      |                        |                        | +                      |
| Х36     | Depressions (pody) of the Steppe zone                                                       | Депресії (поди) степової зони |                        |                        |                        | +                      |